# Parkfriedhof Werl

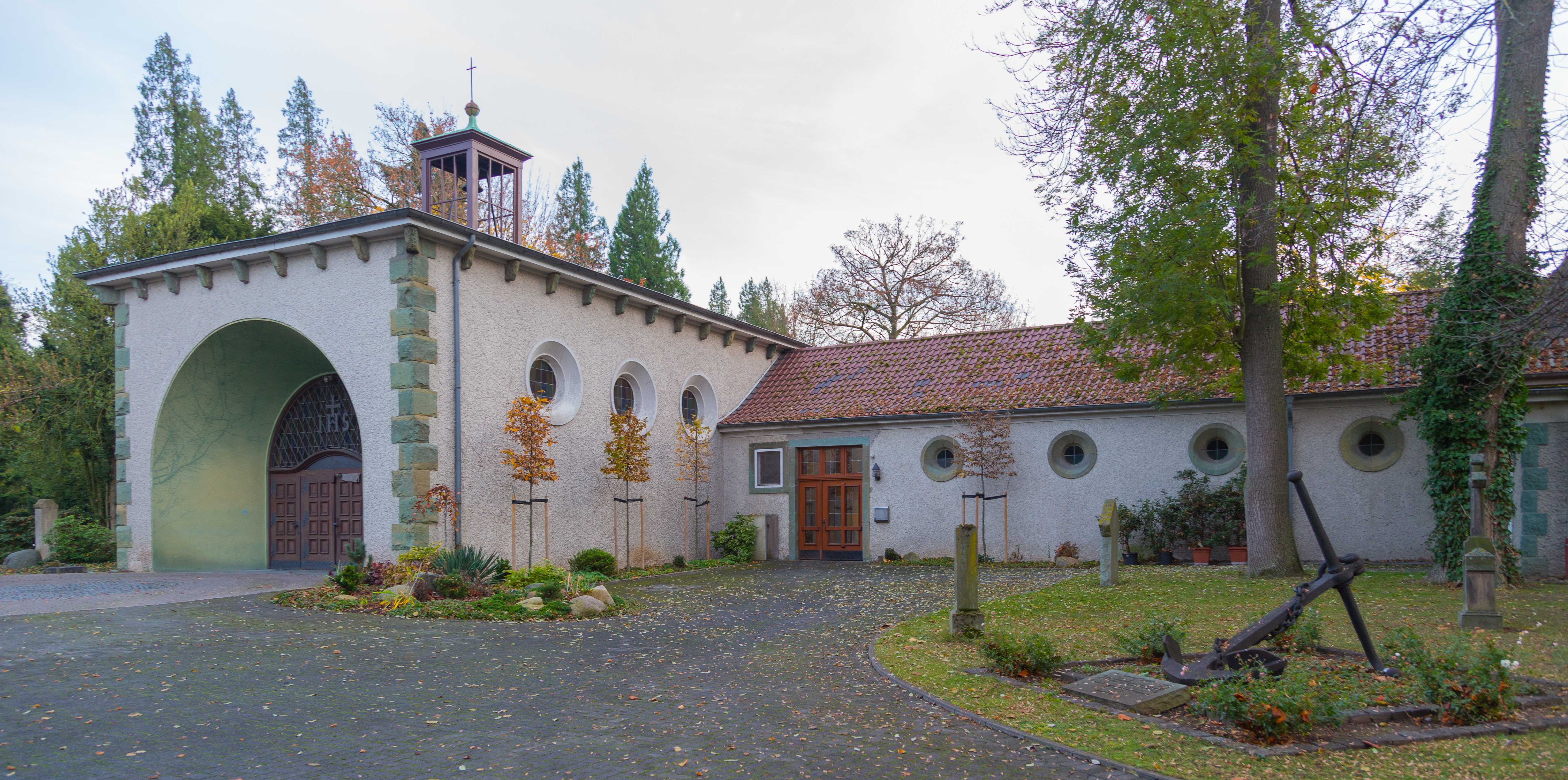
Die Friedhofskapelle

Der Parkfriedhof in Werl ist der zentrale städtische Friedhof in Werl, Kreis Soest, (Nordrhein-Westfalen). Dieser Parkfriedhof wurde 1850 im Südosten des Stadtgebietes in unmittelbarer Nachbarschaft zur Hefefabrik Wulf angelegt. Er gilt als Ort der Ruhe und zählt zu den schönsten Friedhöfen in Westfalen und er ist ein Beispiel für den Wandel der Begräbniskultur und der gartenkünstlerischen Gestaltung. Von den bei der Anlage gepflanzten Eschen, Lebensbäumen, Ahornen und Tannenarten sind noch etliche erhalten, der größte Teil der ehemaligen Familiengräber, die mit kunstvollen Gittern umfasst waren, wurde abgebrochen. Die Einweihung der Anlage nahm Pfarrer Alterauge am 30. Juli 1850 vor.

## Geschichte und Beschreibung

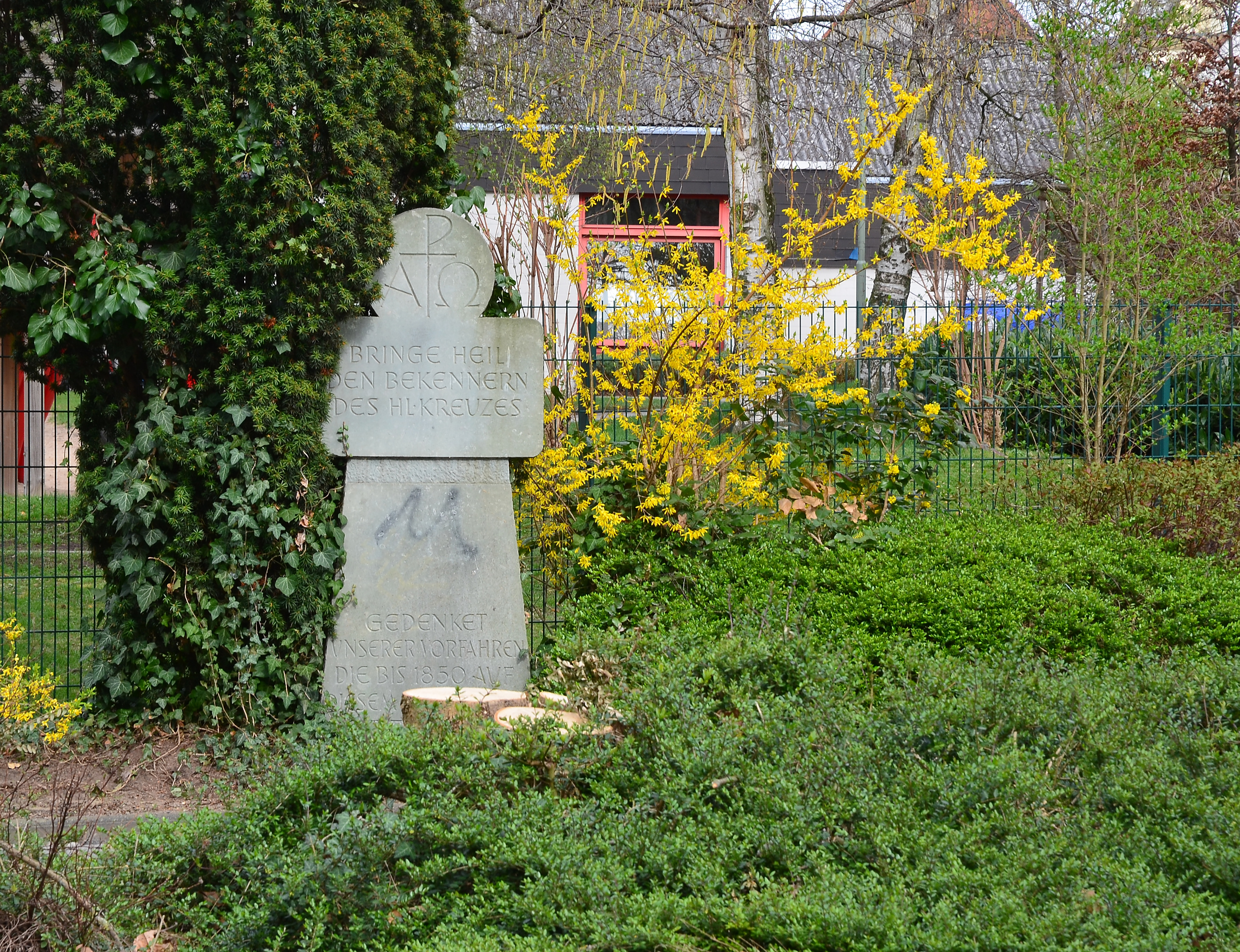
Gedenkstein für den alten Friedhof, heute befindet sich hier der Kindergarten

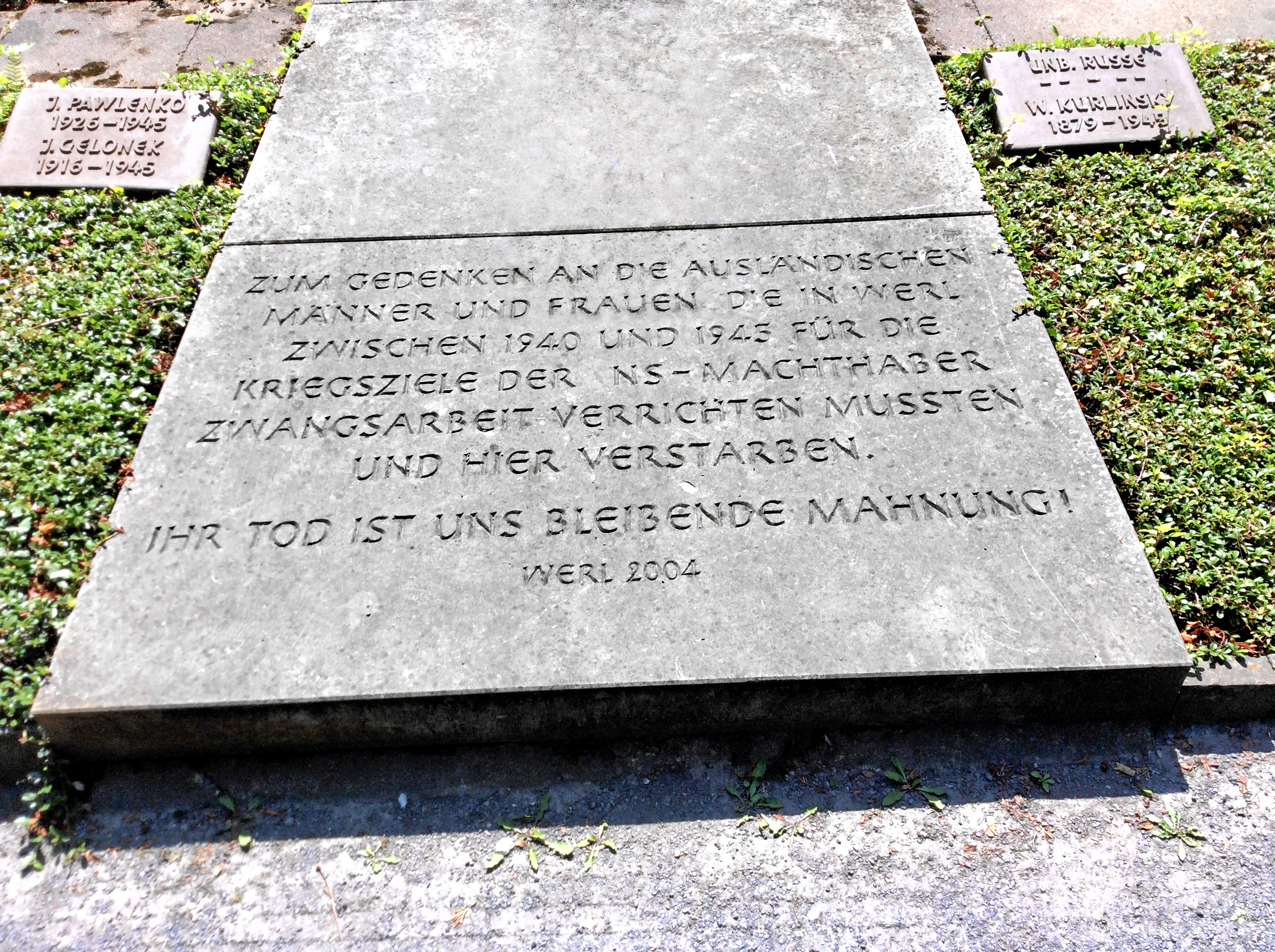
Gedenkstein für die während des Zweiten Weltkrieges verstorbenen Zwangsarbeiter

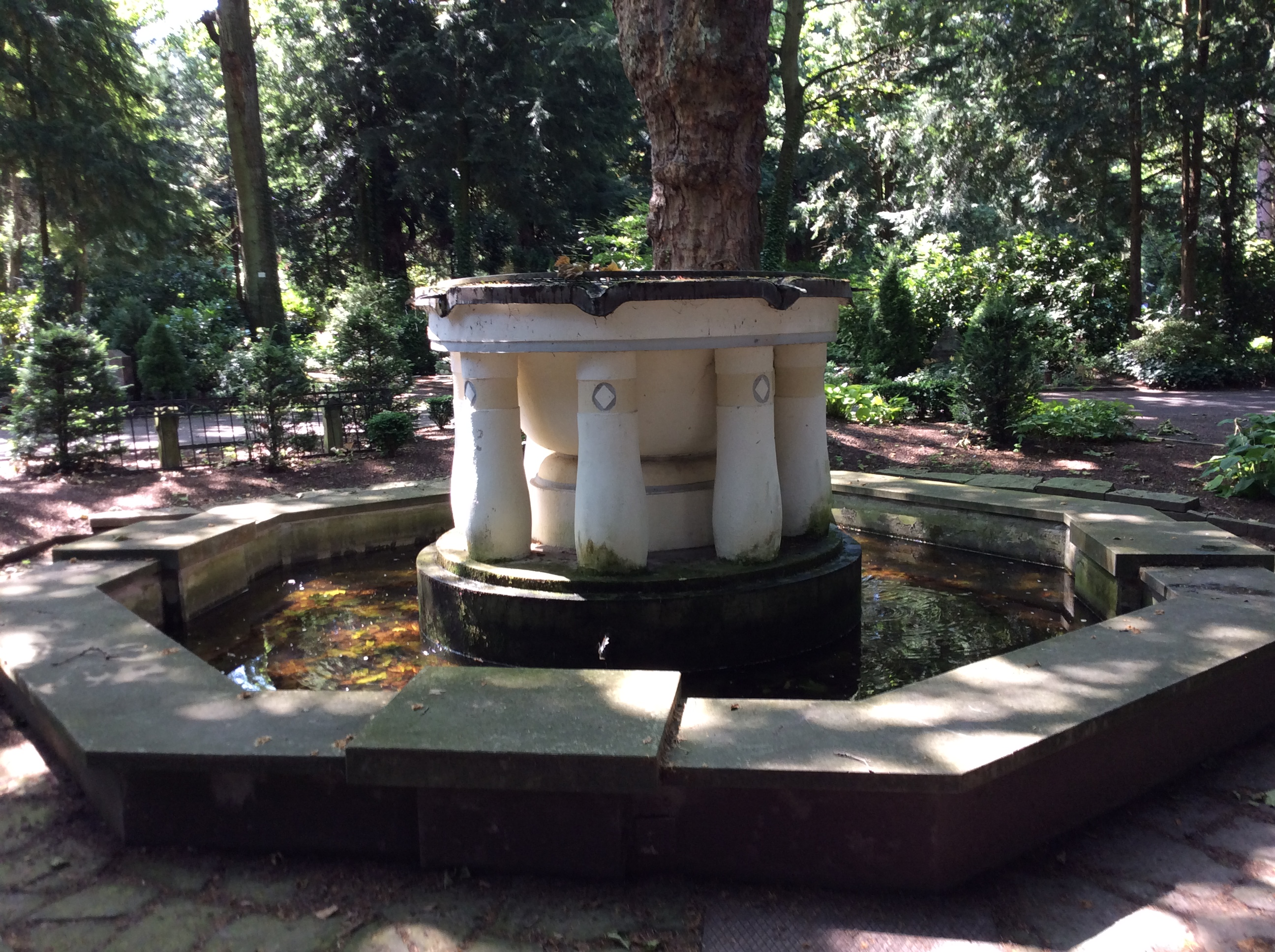
Der Brunnen im Eingangsbereich

Bedingt durch industrielles Wachstum stieg die Werler Bevölkerungszahl an, der ehemalige Friedhof am Steinertor, dem heutigen Standort des Kindergartens St. Walburga, wurde zu klein. Etwa 200 Meter südöstlich der Stadt, an der Soester Straße, wurde ein neuer Begräbnisplatz angelegt. Den Plan fertigte der Stadtbaumeister Rudolf Wegener aus Werl als Vier-Felder-Anlage an, das Wegesystem war rechtwinklig. Ein repräsentatives Kreuz der Erbsälzerfamilie von Mellin steht im Zentrum. Der Korpus war verwittert, der Bildhauer L. Braun schnitzte einen neuen. In der Mitte des alten Friedhofes befand sich die Gruft der Familie von Mellin, die Gebeine des Joseph von Mellin wurden auf den neuen Friedhof verbracht.
Die ersten Erweiterungen erfolgten 1869, 1886 und 1887. Die Stadt Werl beauftragte 1911 den Gartenarchitekten M. Reinhard aus Düsseldorf mit der grundlegenden Überplanung und Erweiterung. Dem Trend der Zeit folgend, wurde eine Anlage in der Art eines Parks angelegt, es entstand eine Möglichkeit zur Nutzung als Friedhof und auch als Volksgarten. Die Wege wurden alleeartig von seltenen Baumarten gesäumt, die Grabfelder wurden von Lebensbaum- und Eibenhecken umrahmt. 
Der in dieser Zeit angelegte, mit mächtigen Platanen umgebene Brunnen ist ebenso wie der Laubengang mit bogenförmig geführten Krim-Linden erhalten. Die Linden mussten regelmäßig geschnitten werden um das Dickenwachstum einzuschränken. Das große Michaelisdenkmal wurde 1930 für die Gefallenen der vergangenen Kriege errichtet. 
Die nächste große Friedhofserweiterung wurde 1969 vorgenommen, die Pläne erstellte Victor Calles, ein Gartenarchitekt aus Köln. Als gestalterisches Grundgerüst wurden im sogenannten neuen Teil des Friedhofes Japanische Kirschen, Blutpflanzen Kupfer-Felsenbirnen, Stech-Fichten und Schwarzkiefern gepflanzt. Karl Brodhun, ein Künstler aus Werl, schuf eine 70 Meter lange Reliefwand aus Beton, die an die Opfer der Kriege, Opfer der Vertreibung und Opfer der Gewalt erinnern soll. Das sogenannte Marinedenkmal ist ein großer Anker, der früher vor der Gaststätte zum Anker etwa in dem Bereich gegenüber der denkmalgeschützten Villa Wulf an der Steinerstraße stand. Nach der baulichen Umgestaltung des Innenstadtbereiches wurde er auf den Friedhof versetzt. Der zu Anfang etwa einen Hektar große Friedhof wurde im Laufe der Jahre auf zwölf Hektar erweitert.

## Friedhofskapelle
Die Friedhofskapelle steht auf dem ältesten Teil der Anlage, sie wurde 1953 im Stile der damaligen Zeit gebaut. Wegen städtebaulicher Neuplanungen in der nächsten Umgebung wurde 2012 die Neuanlage von PKW-Stellplätzen auf dem historischen Teil notwendig.

## Grabstätten (Auswahl)

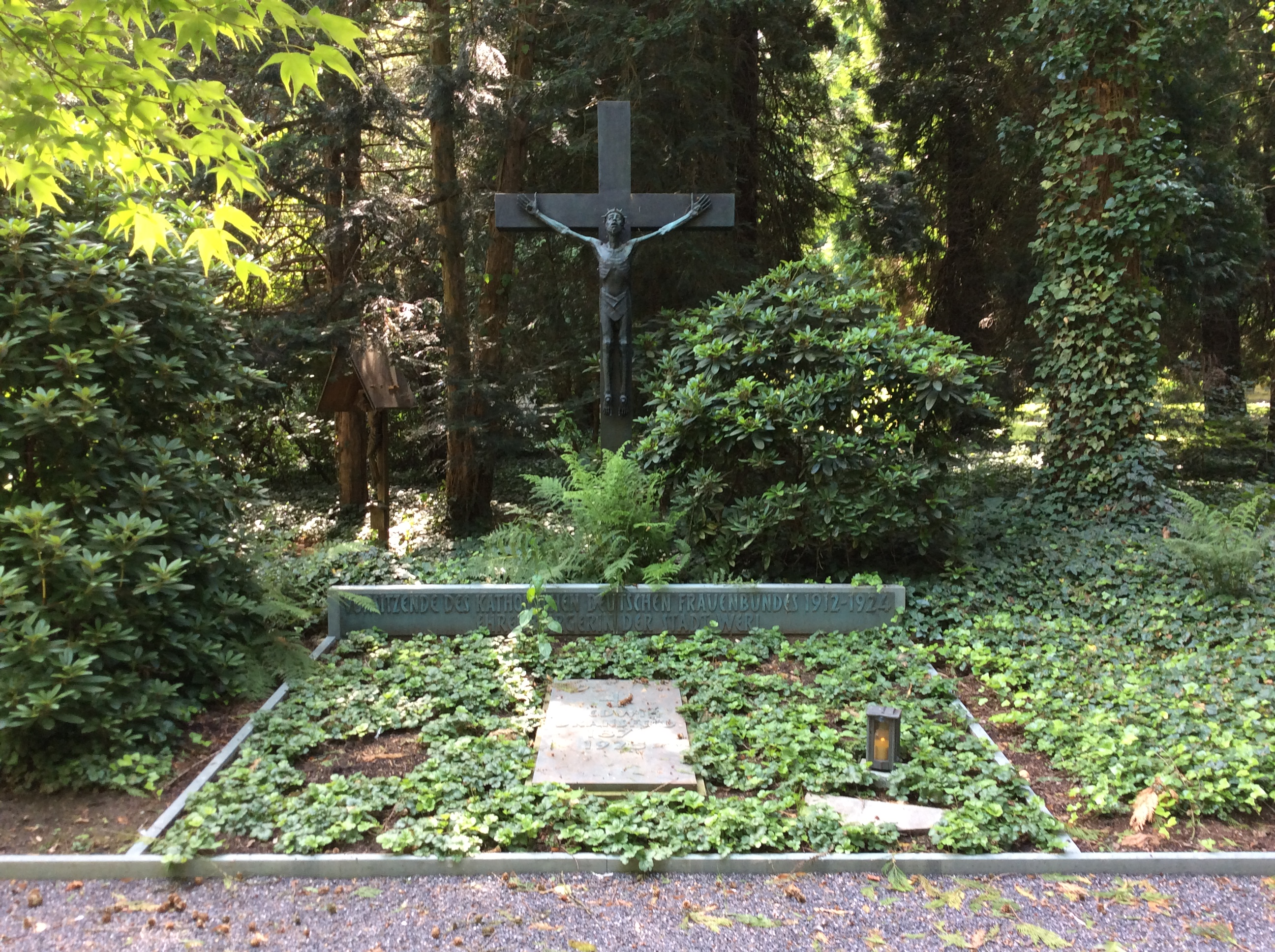
Das Grabmal für Hedwig Dransfeld

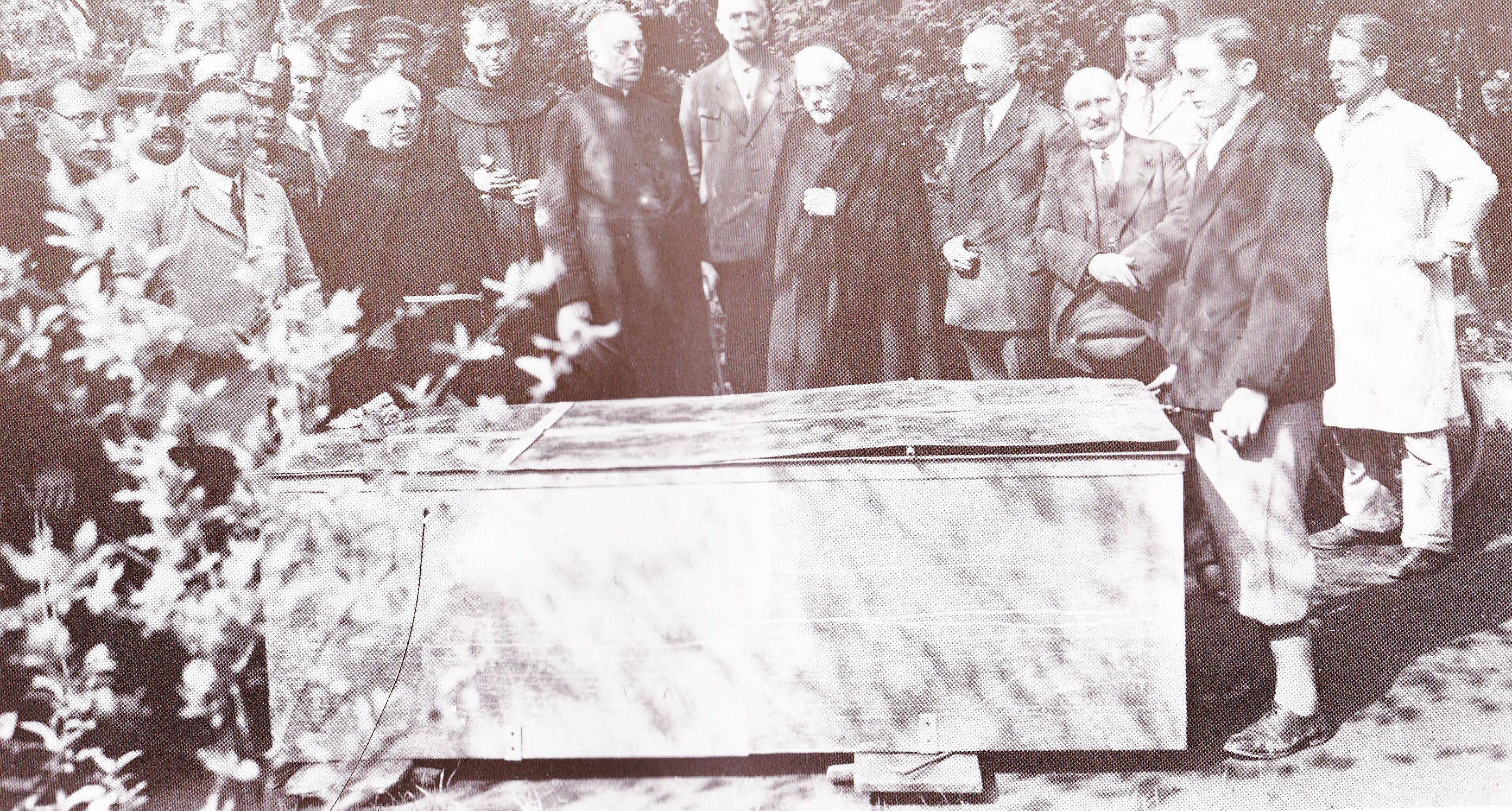
Umbettung des Betkaspar in ein Ehrengrab

- Die Ruhestätten der Pröpste von St. Walburga, der bedeutenden Propsteikirche.
- Die Erbsälzer sind in teilweise prachtvollen Grabanlagen bestattet.
- Auf dem Gelände befindet sich eine einzige Grabkapelle. Sie wurde für Johannes Spieker, einem Direktor und Gymnasialprofessor des Mariengymnasiums und Stifter des erzbischöflichen Konviktes gebaut. Sie steht unter Denkmalschutz und ist unter Abt.VIII/69 zu finden.
- Hedwig Dransfeld, eine Ehrenbürgerin der Stadt war in der katholischen Frauenbewegung aktiv, sie ist in einem Ehrengrab bestattet. Das Grabmal wurde vom Bildhauer Franz Guntermann gestaltet.
- Betkaspar Schwarze besuchte jährlich über 150 Kirchen in der Umgebung, um an der ewigen Anbetung teilzunehmen, er bekam von der Stadt Werl ein Ehrengrab. Ein von Joseph Wäscher geschaffenes Denkmal für ihn steht vor dem alten Friedhof in Bremen.[11]
- Auch das Gefallenenehrenmal für die Gefallenen des Ersten Weltkrieges steht unter Denkmalschutz, es ist in der Abt. VIII/- zu finden
- Die Begräbnisstätte für die Familie Müller/Ostermann befindet sich in der Abt. Abt.VIII/155 und steht unter Denkmalschutz.
- Der Grabstein für Johann Theodor Fickermann, einem Bürgermeister der Stadt, steht ebenfalls unter Denkmalschutz.

## Libanonzeder
Der bemerkenswerteste Baum der Anlage ist die über 200 Jahre alte Libanon-Zeder, die Wappenzeichen in der Flagge des Libanon ist. Der Baum hatte schon bei der Anlage eine beachtliche Größe, Baumeister Wegener bestimmte als Standort die Mittelachse des ältesten Teil des Friedhofes. Die Wegeführung wurde auf den Baum ausgerichtet. Der Überlieferung nach brachte ein Missionar den Baum als Pflänzchen nach Werl, im Schatten dieser mittlerweile mächtigen Zeder, steht die denkmalgeschützte Grabgrotte für den Probst und Ehrenbürger Alterauge Sie befindet sich in der Abteilung VII/-.

## Militär-Angehörigen-Teil des Friedhofs

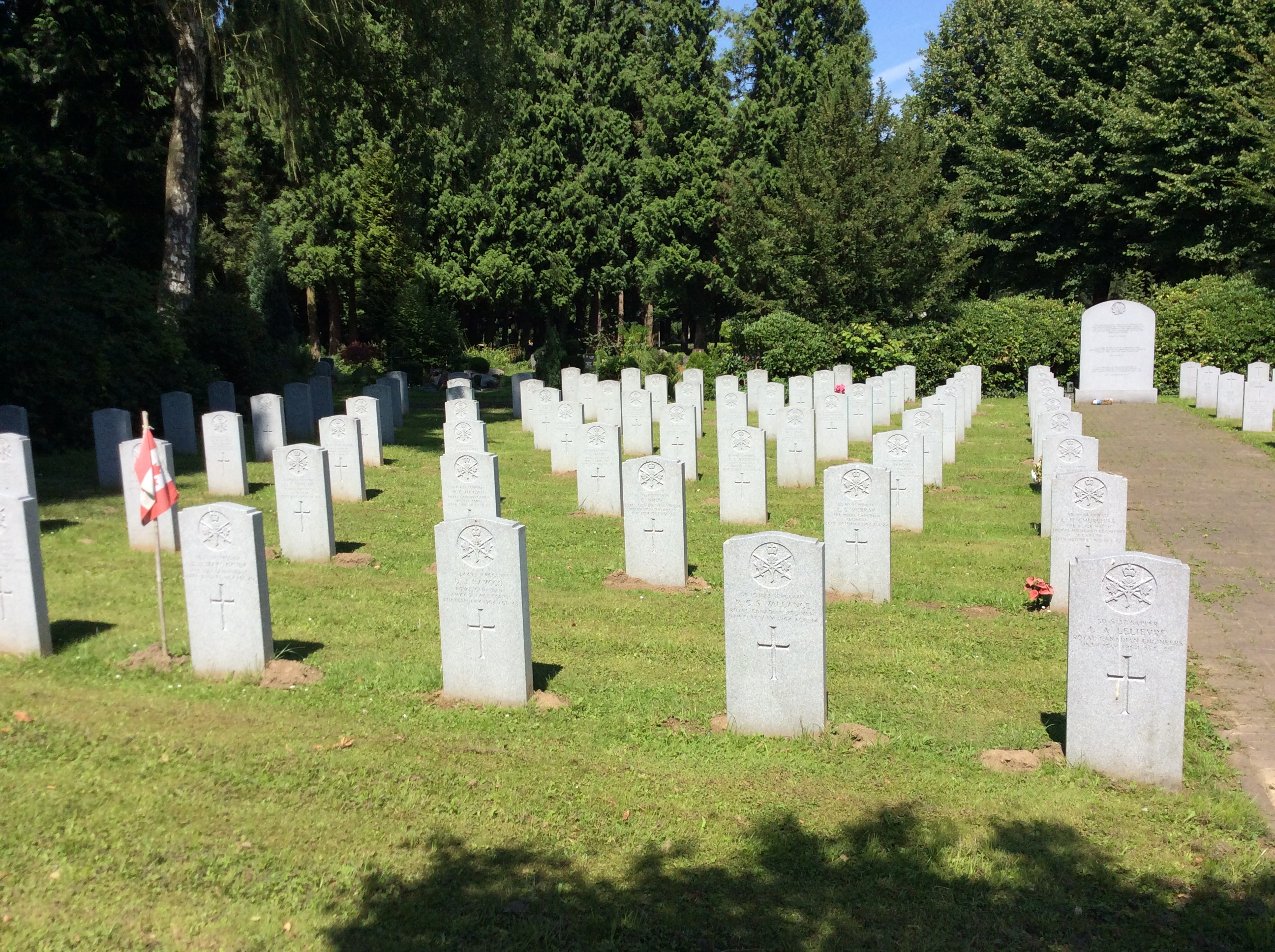
Gräberfeld auf dem kanadischen Teil des Friedhofes

In den 1950er und 1960er Jahren waren in Werl kanadische Soldaten mit ihren Angehörigen stationiert, sie lebten in einer eigens gebauten Wohnsiedlung. Für die Verstorbenen dieser Kanadier wurde auf dem Friedhof ein eigener Teil eingerichtet, der bis heute gepflegt wird.

## Sonstiges
Eine Wallfahrerin aus dem Sauerland besuchte im frühen 20. Jahrhundert die Basilika und den Friedhof, sie äußerte sich begeistert: De Wiärlsken hiet guet stiärwen, dat is jo dat reinste Paradias! Amme jüngesten Dage well nümmes waier opstohn, säo schoin is dat huier. (Die Werler haben gut sterben, das ist ja das reinste Paradies! Am jüngsten Tag will niemand wieder aufstehen, so schön ist das hier)